# Cecidospathius bedeguaris
Cecidospathius bedeguaris är en stekelart som beskrevs av Jean-Jacques Kieffer och Jörgensen 1910. Cecidospathius bedeguaris ingår i släktet Cecidospathius och familjen bracksteklar. Inga underarter finns listade.